# Zwarcie (stomatologia)
Zwarcie (również: Okluzja) – terminem tym określane są wzajemne pozycje (statyczne i dynamiczne) żuchwy i szczęk, w których zęby obu łuków zębowych kontaktują się ze sobą w jakikolwiek sposób. W bezzębiu zwarcie definiowane jest jako wzajemny stosunek żuchwy i szczęk względem trzech płaszczyzn.
Wyróżnia się zwarcie centryczne (centralne) i zwarcie ekscentryczne (pozacentralne). W skład zwarcia centrycznego wchodzą:
- maksymalne zaguzkowanie (interkuspidacja),
- maksymalne dotylne położenie zwarciowe żuchwy (u ok. 10% ludzi pokrywa się z maksymalnym zaguzkowaniem),
- poślizg centryczny pomiędzy powyższymi położeniami (0,8-1,2 mm).

Zwarcie ekscentryczne to wszystkie pozostałe położenia (poza zwarciem centrycznym).